# Assalt al poder
Assalt al poder (títol original en anglès, White House Down) a la versió catalana, és una pel·lícula d'acció estatunidenca del 2013 dirigida per Roland Emmerich, amb guió de James Vanderbilt. S'ha doblat i subtitulat al català.

## Argument
Un grup paramilitar aconsegueix entrar a la Casa Blanca per assaltar-la i prendre el president com a ostatge. Quan hi irrompen hi ha una visita turística, en què participen un agent militar que busca feina a la Casa Blanca com a agent del servei secret, John Cale (Channing Tatum), amb la seva filla. En John es veu de sobte en una cursa per salvar la vida del president dels Estats Units.

## Repartiment
La pel·lícula ha estat traduïda al català.
- Channing Tatum
- Jamie Foxx
- Maggie Gyllenhaal
- Jason Clarke
- Richard Jenkins
- Garcelle Beauvais
- Lance Reddick
- Joey King
- James Woods
- Rachelle Lefevre
- Michael Murphy
- Nicolas Wright